# Denis Weaire
Denis Lawrence Weaire FRS (17 de outubro de 1942) é um físico irlandês, professor aposentado do Trinity College, Dublin.
Estudou na Belfast Royal Academy e no Clare College, Cambridge. Foi professor na Universidade da Califórnia, Universidade de Chicago, Universidade Harvard e Universidade Yale, sendo ultimamente professor da Universidade Heriot-Watt e University College Dublin, tornando-se em 1984 Erasmus Smith's Professor of Natural and Experimental Philosophy no Trinity College.
Juntamente com seu aluno de pós-graduação Robert Phelan obteve um contra-exemplo da conjectura de Lord Kelvin sobre qual a superfície representa a maneira mais econômica de dividir um espaço em células de igual tamanho com a mínima área superficial. Este contra exemplo é atualmente referenciado como estrutura de Weaire-Phelan. Esta estrutura foi uma parte integral do projeto do centro aquático usado nos Jogos Olímpicos de Verão de 2008 em Pequim.
Em 1971, juntamente com Michael Thorpe, introduziu o modelo de Weaire-Thorpe para cálculos de estrutura eletrônica. Este modelo é aplicado por exemplo na teoria de isolantes amorfos.
Weaire conduz atualmente pesquisas sobre a física de espumas. É coautor de The Physics of Foams, Oxford University Press (2000), com Stefan Hutzler.
Foi eleito membro da Royal Society em 1999.